# Dave Smith (kanotist)
Dave Smith, född den 13 februari 1987 i Shellharbour, Australien, är en australisk kanotist.
Han tog OS-guld i K4 1000 meter i samband med de olympiska kanottävlingarna 2012 i London.